# Фатих
Фатих (тур. Fatih) је округ и општина у Истанбулу (Турска). Седиште је готово свих структура власти (укључујући канцеларију гувернера, седиште полиције, градску општину и пореску канцеларију), али не и зграда суда. Обухвата област која се поклапа са територијом некадашњег Цариграда и заузима целу територију полуострва омеђеног са севера Златним рогом, Мраморним морем на југу, Босфорским мореузом на истоку, док западну границу представља Теодосијев зид.
Округ Фатих обухвата 57 четврти, међу којима су Балат (тур. Balat), Фенер (тур. Fener), Зејрек (тур. Zeyrek) и Јеникапи (тур. Yenikapı) под заштитом Унеска као историјске целине Истанбула.